# 阿波吉野川警察署
阿波吉野川警察署（あわよしのがわけいさつしょ）は、徳島県警察が管轄する警察署の一つである。

## 所在地
- 徳島県吉野川市川島町川島550番地1
  - 阿波庁舎  徳島県阿波市市場町香美字原田324番地1

## 管轄区域
- 吉野川市
- 阿波市

## 沿革
- 2014年（平成26年）4月1日 - 阿波警察署と吉野川警察署が統合されて、阿波吉野川警察署となった。阿波吉野川署の本庁舎は旧吉野川署に置かれ、旧阿波署庁舎は阿波吉野川署阿波庁舎となった。
- 2021年（令和3年）4月1日 - 吉野町西条駐在所、吉野町五条駐在所、吉野町柿原駐在所、土成町成当駐在所を統合。阿波東交番となる。

## 交番
- 川島交番（吉野川市川島町児島字長池63番地12）
- 鴨島町交番（吉野川市鴨島町上下島364番地1）
- 阿波交番（阿波市市場町香美字原田324番地1）
- 阿波西交番（阿波市阿波町南整理257番地5）
- 阿波東交番（阿波市吉野町西条字町口161番地1）

## 駐在所
- 山川町瀬詰駐在所（吉野川市山川町前川165番地6）
- 山川町山川駐在所（吉野川市山川町翁喜台63番地4）
- 美郷駐在所（吉野川市美郷字峠450番地4）
- 土成町吉田駐在所（阿波市土成町吉田字川久保17番地1）